# Giuliana Olmos
Pour les articles homonymes, voir Olmos.
Olmos  Dick est un nom espagnol. Le premier nom de famille, en général paternel, est Olmos ; le second, en général maternel, souvent omis, est Dick.
Giuliana Olmos, née le 4 mars 1993 à Schwarzach im Pongau en Autriche, est une joueuse de tennis mexicaine. Née d'un père mexicain et d'une mère mexico-autrichienne, elle rejoint les États-Unis à l'âge de 2 ans puis débute le tennis. À 16 ans, elle prend la décision de jouer sous les couleurs du Mexique.

## Carrière
Elle obtient de premiers résultats significatifs en double avec sa partenaire Desirae Krawczyk à compter de la saison 2019. En 2021, elle joue principalement avec la Canadienne Sharon Fichman, l'équipe parvient à se qualifier pour le Masters de tennis féminin 2021. 
Début 2022, elle engage une nouvelle collaboration avec la Canadienne Gabriela Dabrowski, saison au cours de laquelle l'équipe remporte 2 titres en WTA 500 et WTA 1000 et se qualifie une nouvelle fois pour le Masters.
À ce jour, elle a remporté 7 titres en double dames sur le circuit WTA. Elle a également atteint la finale de l'US Open 2021 en double mixte avec Marcelo Arévalo.

## Palmarès

### Titres en double dames
| No | Date       | Nom et lieu du tournoi        | Catégorie | Dotation    | Surface      | Partenaire         | Finalistes                              | Score             |          |
| -- | ---------- | ----------------------------- | --------- | ----------- | ------------ | ------------------ | --------------------------------------- | ----------------- | -------- |
| 1  | 10-06-2019 | Nature Valley Open Nottingham | Intern'l  | 226 750 $   | Gazon (ext.) | Desirae Krawczyk   | Ellen Perez Arina Rodionova             | 7-65, 7-5         | Parcours |
| 2  | 24-02-2020 | Abierto Mexicano Acapulco     | Intern'l  | 251 750 $   | Dur (ext.)   | Desirae Krawczyk   | Kateryna Bondarenko Sharon Fichman      | 6-3, 7-65         | Parcours |
| 3  | 10-05-2021 | Internazionali d'Italia Rome  | WTA 1000  | 1 577 613 $ | Terre (ext.) | Sharon Fichman     | Kristina Mladenovic Markéta Vondroušová | 4-6, 7-5, [10-5]  | Parcours |
| 4  | 28-04-2022 | Mutua Madrid Open Madrid      | WTA 1000  | 6 575 560 $ | Terre (ext.) | Gabriela Dabrowski | Desirae Krawczyk Demi Schuurs           | 7-61, 5-7, [10-7] | Parcours |
| 5  | 19-09-2022 | Toray Pan Pacific Open Tokyo  | WTA 500   | 757 900 $   | Dur (ext.)   | Gabriela Dabrowski | Nicole Melichar-Martinez Ellen Perez    | 6-4, 6-4          | Parcours |
| 6  | 08-01-2024 | Hobart international Hobart   | WTA 250   | 267 082 $   | Dur (ext.)   | Chan Hao-ching     | Guo Hanyu Jiang Xinyu                   | 6-3, 6-3          | Parcours |
| 7  | 27-01-2025 | Singapore Open Singapour      | WTA 250   | 275 094 $   | Dur (int.)   | Desirae Krawczyk   | Wang Xinyu Zheng Saisai                 | 7-5, 6-0          | Parcours |

### Finales en double dames
| No | Date       | Nom et lieu du tournoi                  | Catégorie | Dotation    | Surface      | Vainqueures                                   | Partenaire               | Score             |          |
| -- | ---------- | --------------------------------------- | --------- | ----------- | ------------ | --------------------------------------------- | ------------------------ | ----------------- | -------- |
| 1  | 02-04-2018 | Abierto GNP Seguros Monterrey           | Intern'l  | 250 000 $   | Dur (ext.)   | Naomi Broady Sara Sorribes Tormo              | Desirae Krawczyk         | 6-3, 4-6, [8-10]  | Parcours |
| 2  | 25-02-2019 | Abierto Mexicano Acapulco               | Intern'l  | 226 750 $   | Dur (ext.)   | Victoria Azarenka Zheng Saisai                | Desirae Krawczyk         | 6-1, 6-2          | Parcours |
| 3  | 16-09-2019 | Guangzhou International Open Guangzhou  | Intern'l  | 226 750 $   | Dur (ext.)   | Peng Shuai Laura Siegemund                    | Alexa Guarachi           | 6-2, 6-1          | Parcours |
| 4  | 08-03-2021 | Abierto Zapopan 2021 Zapopan            | WTA 250   | 235 238 $   | Dur (ext.)   | Ellen Perez Astra Sharma                      | Desirae Krawczyk         | 6-4, 6-4          | Parcours |
| 5  | 09-05-2022 | Internazionali d'Italia Rome            | WTA 1000  | 2 527 250 $ | Terre (ext.) | Veronika Kudermetova Anastasia Pavlyuchenkova | Gabriela Dabrowski       | 1-6, 6-4, [10-7]  | Parcours |
| 6  | 10-10-2022 | San Diego Open San Diego                | WTA 500   | 757 900 $   | Dur (ext.)   | Coco Gauff Jessica Pegula                     | Gabriela Dabrowski       | 1-6, 7-5, [10-4]  | Parcours |
| 7  | 03-04-2023 | Credit One Charleston Open Charleston   | WTA 500   | 780 637 $   | Terre (ext.) | Danielle Collins Desirae Krawczyk             | Ena Shibahara            | 0-6, 6-4, [14-12] | Parcours |
| 8  | 17-04-2023 | Porsche Tennis Grand Prix Stuttgart     | WTA 500   | 780 637 $   | Terre (int.) | Desirae Krawczyk Demi Schuurs                 | Nicole Melichar-Martinez | 6-4, 6-1          | Parcours |
| 9  | 21-05-2023 | Internationaux de Strasbourg Strasbourg | WTA 250   | 259 303 $   | Terre (ext.) | Xu Yifan Yang Zhaoxuan                        | Desirae Krawczyk         | 6-3, 6-2          | Parcours |
| 10 | 30-09-2023 | China Open Pékin                        | WTA 1000  | 8 127 389 $ | Dur (ext.)   | Marie Bouzková Sara Sorribes Tormo            | Chan Hao-ching           | 3-6, 6-0, [10-4]  | Parcours |
| 11 | 19-08-2024 | Abierto GNP Seguros Monterrey           | WTA 500   | 922 573 $   | Dur (ext.)   | Guo Hanyu Monica Niculescu                    | Alexandra Panova         | 3-6, 6-3, [10-4]  | Parcours |

### Finales en double mixte
| No | Date       | Nom et lieu du tournoi      | Catégorie | Dotation     | Surface      | Vainqueures                    | Partenaire        | Score    |          |
| -- | ---------- | --------------------------- | --------- | ------------ | ------------ | ------------------------------ | ----------------- | -------- | -------- |
| 1  | 30-08-2021 | US Open New York            | G. Chelem | 57 462 000 $ | Dur (ext.)   | Desirae Krawczyk Joe Salisbury | Marcelo Arévalo   | 7-5, 6-2 | Parcours |
| 2  | 01-07-2024 | The Championships Wimbledon | G. Chelem | NC           | Gazon (ext.) | Hsieh Su-wei Jan Zieliński     | Santiago González | 6-4, 6-2 | Parcours |

### Finales en double en WTA 125
| No | Date       | Nom et lieu du tournoi           | Catégorie | Dotation  | Surface      | Vainqueures                   | Partenaire       | Score            |          |
| -- | ---------- | -------------------------------- | --------- | --------- | ------------ | ----------------------------- | ---------------- | ---------------- | -------- |
| 1  | 12-11-2018 | Oracle Challenger Series Houston | WTA 125   | 140 000 $ | Dur (ext.)   | Maegan Manasse Jessica Pegula | Desirae Krawczyk | 1-6, 6-4, [10-8] | Parcours |
| 2  | 15-05-2023 | Firenze Ladies Open Florence     | WTA 125   | 115 000 $ | Terre (ext.) | Vivian Heisen Ingrid Neel     | Asia Muhammad    | 1-6, 6-2, [10-8] | Parcours |

## Parcours en Grand Chelem

### En simple dames
N'a jamais participé à un tableau final.

### En double dames
| Année | Open d'Australie                                                                           | Open d'Australie                                                                     | Internationaux de France                                                            | Internationaux de France                                                               | Wimbledon                                                                          | Wimbledon                                                                            | US Open | US Open |
| ----- | ------------------------------------------------------------------------------------------ | ------------------------------------------------------------------------------------ | ----------------------------------------------------------------------------------- | -------------------------------------------------------------------------------------- | ---------------------------------------------------------------------------------- | ------------------------------------------------------------------------------------ | ------- | ------- |
| 2018  | —                                                                                          | —                                                                                    | —                                                                                   | —                                                                                      | 1er tour (1/32) E. Hrdinová \|\| style="text-align:left;" \| A. Rosolska A. Spears | —                                                                                    | —       |         |
| 2019  | —                                                                                          | —                                                                                    | 1er tour (1/32) K. Christian \|\| style="text-align:left;" \| A. Anisimova X. Knoll | 2e tour (1/16) D. Krawczyk \|\| style="text-align:left;" \| N. Melichar K. Peschke     | 1er tour (1/32) J. Moore \|\| style="text-align:left;" \| T. Babos K. Mladenovic   |                                                                                      |         |         |
| 2020  | —                                                                                          | —                                                                                    | 2e tour (1/16) K. Christian \|\| style="text-align:left;" \| T. Babos K. Mladenovic | Annulé                                                                                 | Annulé                                                                             | 1er tour (1/16) K. Christian \|\| style="text-align:left;" \| T. Babos K. Mladenovic |         |         |
| 2021  | 1/4 de finale S. Fichman \|\| style="text-align:left;" \| B. Krejčíková K. Siniaková       | 1/8 de finale S. Fichman \|\| style="text-align:left;" \| P. Martić S. Rogers        | 1/8 de finale S. Fichman \|\| Forfait                                               | 1er tour (1/32) C. McHale \|\| style="text-align:left;" \| L. Fernandez E. Routliffe   |                                                                                    |                                                                                      |         |         |
| 2022  | 2e tour (1/16) G. Dabrowski \|\| style="text-align:left;" \| K. Flipkens S. Sorribes Tormo | 1/8 de finale G. Dabrowski \|\| style="text-align:left;" \| L. Kichenok J. Ostapenko | 1/8 de finale G. Dabrowski \|\| style="text-align:left;" \| D. Collins D. Krawczyk  | 1/4 de finale G. Dabrowski \|\| style="text-align:left;" \| B. Krejčíková K. Siniaková |                                                                                    |                                                                                      |         |         |
| 2023  | 1/8 de finale G. Dabrowski \|\| style="text-align:left;" \| C. Dolehide A. Kalinskaya      | 1/8 de finale A. Muhammad \|\| style="text-align:left;" \| A. Bondár G. Minnen       | 1er tour (1/32) A. Muhammad \|\| style="text-align:left;" \| T. Babos K. Flipkens   | 2e tour (1/16) Chan H.-c. \|\| style="text-align:left;" \| S. Chang A. Parks           |                                                                                    |                                                                                      |         |         |
| 2024  | 2e tour (1/16) Chan H.-c. \|\| style="text-align:left;" \| E. Navarro D. Shnaider          | 1/4 de finale A. Panova \|\| style="text-align:left;" \| C. Dolehide D. Krawczyk     | 1er tour (1/32) A. Panova \|\| style="text-align:left;" \| M. Kostyuk E.G. Ruse     | 2e tour (1/16) A. Panova \|\| style="text-align:left;" \| A. Muhammad H. Watson        |                                                                                    |                                                                                      |         |         |
| 2025  | 1er tour (1/32) M. Linette \|\| style="text-align:left;" \| L. Bronzetti A. Kalinina       | 2e tour (1/16) Chan H.-c. \|\| style="text-align:left;" \| L. Bronzetti A. Li        | 1er tour (1/32) R. Zarazúa \|\| style="text-align:left;" \| A. Panova Guo H.        |                                                                                        |                                                                                    |                                                                                      |         |         |

N.B. : le nom de la partenaire se trouve sous le résultat ; les noms des ultimes adversaires se trouvent à droite.

### En double mixte
| 2021 | —                                                                                         | —                                                                                            | 1/2 finale J.S. Cabal \|\| Forfait                                                      | 1er tour (1/32) S. González \|\| style="text-align:left;" \| L. Kichenok O. Marach        | Finale M. Arévalo        | D. Krawczyk J. Salisbury                                                            |
| 2022 | 2e tour (1/8) M. Arévalo \|\| style="text-align:left;" \| L. Hradecká G. Escobar          | 1er tour (1/16) M. Arévalo \|\| style="text-align:left;" \| N. Melichar-Martinez K. Krawietz | 1er tour (1/16) M. Arévalo \|\| style="text-align:left;" \| A. Barnett J. O'Mara        | 1er tour (1/16) M. Arévalo \|\| style="text-align:left;" \| K. Flipkens É. Roger-Vasselin |                          |                                                                                     |
| 2023 | 2e tour (1/8) M. Arévalo \|\| style="text-align:left;" \| J. Ostapenko D. Vega Hernández  | 2e tour (1/8) N. Skupski \|\| style="text-align:left;" \| A. Sutjiadi M. Middelkoop          | 1er tour (1/16) N. Lammons \|\| style="text-align:left;" \| H. Watson J. Salisbury      | 2e tour (1/8) T. Pütz \|\| style="text-align:left;" \| D. Schuurs H. Nys                  |                          |                                                                                     |
| 2024 | 1er tour (1/16) É. Roger-Vasselin \|\| style="text-align:left;" \| D. Krawczyk N. Skupski | —                                                                                            | —                                                                                       | Finale S. González                                                                        | Hsieh S.-w. J. Zieliński | 2e tour (1/8) S. González \|\| style="text-align:left;" \| Hsieh S.-w. J. Zieliński |
| 2025 | 1er tour (1/16) M. González \|\| style="text-align:left;" \| O. Nicholls H. Patten        | 1/4 de finale L. Glasspool \|\| style="text-align:left;" \| Zhang S. M. Arévalo              | 1er tour (1/16) L. Glasspool \|\| style="text-align:left;" \| I. Khromacheva J. Withrow | —                                                                                         | —                        |                                                                                     |

N.B. : le nom du partenaire se trouve sous le résultat ; les noms des ultimes adversaires se trouvent à droite.

## Parcours aux Masters

### En double dames
| # | Date       | Nom de l'édition       | ($)       | Surface    | Résultat    | Partenaire         | Ultimes adversaires | Score |          |
| - | ---------- | ---------------------- | --------- | ---------- | ----------- | ------------------ | ------------------- | ----- | -------- |
| 1 | 10/11/2021 | WTA Finals Guadalajara | 5 000 000 | Dur (int.) | Round Robin | Sharon Fichman     |                     |       | Parcours |
| 2 | 31/10/2022 | WTA Finals Fort Worth  | 5 000 000 | Dur (int.) | Round Robin | Gabriela Dabrowski |                     |       | Parcours |

## Parcours aux Jeux olympiques

### En double dames
| # | Date       | Nom de l'olympiade         | Surface    | Résultat        | Partenaire     | Ultimes adversaires              | Score             |          |
| - | ---------- | -------------------------- | ---------- | --------------- | -------------- | -------------------------------- | ----------------- | -------- |
| 1 | 31/07/2021 | Olympic Tennis Event Tokyo | Dur (ext.) | 1er tour (1/16) | Renata Zarazúa | Paula Badosa Sara Sorribes Tormo | 6-2, 64-7, [10-7] | Parcours |

## Classements WTA en fin de saison
| Année          | 2015 | 2016 | 2017 | 2018 | 2019 | 2020 | 2021 | 2022 | 2023 | 2024 |
| Rang en simple | 574  | 723  | 376  | 536  | 404  | 472  | 669  | 731  | –    | –    |
| Rang en double | 997  | 758  | 101  | 85   | 73   | 61   | 18   | 8    | 25   | 34   |

Source : (en) Classements de Giuliana Olmos sur le site officiel de la Fédération internationale de tennis